# Venezuela nos Jogos Olímpicos de Verão de 2020
A Venezuela competiu nos Jogos Olímpicos de Verão de 2020 em Tóquio. Originalmente programados para ocorrerem de 24 de julho a 9 de agosto de 2020, os Jogos foram adiados para 23 de julho a 8 de agosto de 2021, por causa da pandemia COVID-19. Foi a 19ª participação consecutiva da nação nos Jogos Olímpicos de Verão, desde sua estreia em Londres 1948.

## Competidores
Abaixo está a lista do número de competidores nos Jogos.
| Esporte            | Masculino | Feminino | Total |
| ------------------ | --------- | -------- | ----- |
| Atletismo          | 0         | 4        | 4     |
| Boxe               | 3         | 1        | 4     |
| Caratê             | 2         | 1        | 3     |
| Ciclismo           | 2         | 0        | 2     |
| Esgrima            | 2         | 0        | 2     |
| Golfe              | 1         | 0        | 1     |
| Halterofilismo     | 2         | 2        | 4     |
| Judô               | 0         | 3        | 3     |
| Natação            | 2         | 2        | 4     |
| Remo               | 2         | 0        | 2     |
| Saltos ornamentais | 1         | 0        | 1     |
| Tiro               | 1         | 0        | 1     |
| Vela               | 1         | 0        | 1     |
| Voleibol           | 12        | 0        | 12    |

## Atletismo
Os seguintes atletas venezuelanos conquistaram marcas de qualificação, pela marca direta ou pelo ranking mundial, nos seguintes eventos de pista e campo (até o máximo de três atletas em cada evento):
- Nota– As posições para os eventos de pista são em relação à bateria do atleta
- Q = Qualificado para a próxima fase
- q = Qualificado para a próxima fase como o perdedor mais rápido ou, em eventos de campo, pela posição sem atingir o alvo para qualificação
- NR = Recorde nacional
- N/A = Fase não aplicável para o evento
- Bye = Atleta não precisou disputar aquela fase

Campo
| Atleta           | Evento                         | Classificação | Classificação | Final       | Final           |
| Atleta           | Evento                         | Distancia     | Posição       | Distancia   | Posição         |
| ---------------- | ------------------------------ | ------------- | ------------- | ----------- | --------------- |
| Robeilys Peinado | Salto com vara feminino        | 4.55          | 3 Q           | 4.50        | 8               |
| Yulimar Rojas    | Salto triplo feminino          | 14.77         | 1 Q           | 15.67       | Medalha de ouro |
| Ahymara Espinoza | Arremesso de peso feminino     | 17.17         | 12            | Não avançou | Não avançou     |
| Rosa Rodríguez   | Lançamento de martelo feminino | 68.23         | 11            | Não avançou | Não avançou     |

## Boxe
A Venezuela inscreveu quatro boxeadores para o torneio olímpico. Todos foram qualificados após o cancelamento do Torneio de Qualificação Olímpica das Américas de 2021 em Buenos Aires, Argentina. O atleta Gabriel Maestre decidiu não participar, com o intuito de focar em sua carreira profissional.
| Atleta          | Evento           | Fase de 32           | Oitavas-de-final     | Quartas-de-final     | Semifinais           | Final                | Final          |
| Atleta          | Evento           | Adversário Resultado | Adversário Resultado | Adversário Resultado | Adversário Resultado | Adversário Resultado | Posição        |
| --------------- | ---------------- | -------------------- | -------------------- | -------------------- | -------------------- | -------------------- | -------------- |
| Yoel Finol      | -52 kg masculino | JPN Tanaka D 0-5     | Não avançou          | Não avançou          | Não avançou          | Não avançou          | 17             |
| Gabriel Maestre | -69 kg masculino | Não participou       | Não participou       | Não participou       | Não participou       | Não participou       | Não participou |
| Nalek Korbaj    | -81 kg masculino | ALG Houmri D 2-3     | Não avançou          | Não avançou          | Não avançou          | Não avançou          | 17             |
| Irismar Cardozo | -51 kg feminino  | ITA Sorrentino D 0-5 | Não avançou          | Não avançou          | Não avançou          | Não avançou          | 17             |

## Caratê
A Venezuela inscreveu três caratecas para o torneio olímpico inaugural. O campeão dos Jogos Pan-Americanos de 2019 Antonio Díaz qualificou diretamente para a competição do kata após terminar entre os quatro primeiros do Ranking Olímpico da WKF.
Kata
| Atleta       | Evento    | Fase de grupo | Fase de grupo | Final / MB                                               | Final / MB |
| Atleta       | Evento    | Resultado     | Posição       | Adversário Resultado                                     | Posição    |
| ------------ | --------- | ------------- | ------------- | -------------------------------------------------------- | ---------- |
| Antonio Díaz | Masculino | 26.28         | 3 Q           | Final pela Medalha de Bronze USA Gutierrez D 26.34-26.72 | 5          |

Kumite
| Atleta           | Evento           | Fase de grupo        | Fase de grupo        | Fase de grupo          | Fase de grupo        | Fase de grupo        | Fase de grupo | Semifinais           | Semifinais  | Final                | Final       |
| Atleta           | Evento           | Adversário Resultado | Adversário Resultado | Adversário Resultado   | Adversário Resultado | Adversário Resultado | Posição       | Adversário Resultado | Posição     | Adversário Resultado | Posição     |
| ---------------- | ---------------- | -------------------- | -------------------- | ---------------------- | -------------------- | -------------------- | ------------- | -------------------- | ----------- | -------------------- | ----------- |
| Andrés Madera    | –67 kg masculino | ITA Crescenzo V 5-0  | LAT Kalnins D 2-4    | EOR Derafshipour D 3-9 | FRA da Costa D 0-2   | JOR Almasatfa D 1-4  | 5             | Não avançou          | Não avançou | Não avançou          | Não avançou |
| Claudymar Garcés | –61 kg feminino  | FRA Heurtault V 8-0  | CHN Yin D 0-2        | TUR Coban D 2-6        | JPN Someya V 8-5     | N/A                  | 3             | Não avançou          | Não avançou | Não avançou          | Não avançou |

## Ciclismo

### Estrada
A Venezuela inscreveu um ciclista para a prova da corrida em estrada masculino, em virtude de sua posição entre as 50 melhores nações (masculino) no Ranking Mundial da UCI.
| Atleta       | Evento                       | Tempo        | Posição      |
| ------------ | ---------------------------- | ------------ | ------------ |
| Orluis Aular | Corrida em estrada masculina | Não terminou | Não terminou |

### BMX
A Venezuela inscreveu um ciclista para a competição olímpica do BMX como o ciclista de melhor ranking no Campeonato Mundial de Ciclismo Urbano da UCI.  
| Atleta       | Evento                 | Qualificação | Qualificação | Final     | Final            |
| Atleta       | Evento                 | Resultado    | Posição      | Resultado | Posição          |
| ------------ | ---------------------- | ------------ | ------------ | --------- | ---------------- |
| Daniel Dhers | Estilo livre masculino | 85.10        | 3 Q          | 92.05     | Medalha de prata |

## Esgrima
A Venezuela inscreveu dois esgrimistas para a competição olímpica. O campeão de Londres 2012 Rubén Limardo garantiu uma vaga na espada masculina como o esgrimista de maior ranking das Américas no Ranking Oficial Ajustado da FIE, enquanto José Quintero completou a equipe nacional após vencer a final do sabre no Qualificatório Zonal Pan-Americano em  San José, Costa Rica.
| Atleta        | Evento                      | Fase de 64           | Fase de 32           | Oitavas de final     | Quartas de final     | Semifinais           | Final                | Final       |
| Atleta        | Evento                      | Adversário resultado | Adversário resultado | Adversário resultado | Adversário resultado | Adversário resultado | Adversário resultado | Pos.        |
| ------------- | --------------------------- | -------------------- | -------------------- | -------------------- | -------------------- | -------------------- | -------------------- | ----------- |
| Rubén Limardo | Espada individual masculino | Bye                  | FRA Cannone D 12-15  | Não avançou          | Não avançou          | Não avançou          | Não avançou          | Não avançou |
| José Quintero | Sabre individual masculino  | JPN Yoshida V 15–13  | HUN Szilágyi D 7–15  | Não avançou          | Não avançou          | Não avançou          | Não avançou          | Não avançou |

## Golfe
A Venezuela inscreveu um golfista masculino para o torneio olímpico. Jhonattan Vegas qualificou diretamente entre os 60 golfistas elegíveis ao torneio masculino.
| Atleta          | Evento    | Rodada 1  | Rodada 2  | Rodada 3  | Rodada 4  | Total     | Total | Total   |
| Atleta          | Evento    | Resultado | Resultado | Resultado | Resultado | Resultado | Par   | Posição |
| --------------- | --------- | --------- | --------- | --------- | --------- | --------- | ----- | ------- |
| Jhonattan Vegas | Masculino | 66        | 70        | 70        | 67        | 273       | -11   | 16      |

## Halterofilismo
Halterofilistas venezuelanos qualificaram para quatro eventos nas Olimpíadas, baseado no Ranking de Qualificação de 11 de junho de 2021.
Masculino
| Atleta              | Evento | Arranque  | Arranque | Arremesso | Arremesso | Total | Posição          |
| Atleta              | Evento | Resultado | Posição  | Resultado | Posição   | Total | Posição          |
| ------------------- | ------ | --------- | -------- | --------- | --------- | ----- | ---------------- |
| Julio Mayora        | -73 kg | 156       | 2        | 190       | 2         | 346   | Medalha de prata |
| Keydomar Vallenilla | -96 kg | 177       | 2        | 210       | 2         | 387   | Medalha de prata |

Feminino
| Atleta            | Evento | Arranque  | Arranque | Arremesso | Arremesso | Total | Posição |
| Atleta            | Evento | Resultado | Posição  | Resultado | Posição   | Total | Posição |
| ----------------- | ------ | --------- | -------- | --------- | --------- | ----- | ------- |
| Yusleidy Figueroa | -59 kg | 91        | 7        | 115       | 5         | 206   | 6       |
| Naryury Pérez     | -87 kg | 112       | 4        | 130       | 8         | 242   | 7       |

## Judô
A Venezuela inscreveu três judocas para participar do torneio olímpico, baseado no Ranking Olímpico Individual da International Judo Federation.
Feminino
| Atleta             | Evento | Preliminares         | Fase de 32              | Fase de 16                    | Quartas               | Semifinais           | Repescagem               | Bronze                        | Final                | Final       |
| Atleta             | Evento | Adversário resultado | Adversário resultado    | Adversário resultado          | Adversário resultado  | Adversário resultado | Adversário resultado     | Adversário resultado          | Adversário resultado | Pos.        |
| ------------------ | ------ | -------------------- | ----------------------- | ----------------------------- | --------------------- | -------------------- | ------------------------ | ----------------------------- | -------------------- | ----------- |
| Anriquelis Barrios | -63 kg | Bye                  | ROC Davydova V 10-00    | CUB del Toro Carvajal V 10-00 | SLO Trstenjak D 01-10 | —                    | POL Ozdoba-Blach V 01-00 | CAN Beauchemin-Pinard D 00-01 | Não avançou          | Não avançou |
| Elvismar Rodríguez | -70 kg | Bye                  | GER Scoccimarro D 00-01 | Não avançou                   | Não avançou           | Não avançou          | Não avançou              | Não avançou                   | Não avançou          | Não avançou |
| Karen León         | -78 kg | Bye                  | POR Sampaio D 00-10     | Não avançou                   | Não avançou           | Não avançou          | Não avançou              | Não avançou                   | Não avançou          | Não avançou |

## Natação
Nadadores venezuelanos conquistaram marcas de qualificação para os seguintes eventos (até o máximo de 2 nadadores em cada evento com o Tempo de Qualificação Olímpica (OQT) e potencialmente 1 com o Tempo de Seleção Olímpica (OST)):
Masculino
| Atleta             | Evento      | Eliminatória | Eliminatória | Semifinal   | Semifinal   | Final       | Final       |
| Atleta             | Evento      | Tempo        | Posição      | Tempo       | Posição     | Tempo       | Posição     |
| ------------------ | ----------- | ------------ | ------------ | ----------- | ----------- | ----------- | ----------- |
| Alfonso Mestre     | 400 m livre | 3:47.14      | 16           | N/A         | N/A         | Não avançou | Não avançou |
| Alfonso Mestre     | 800 m livre | 7:52.07      | 15           | N/A         | N/A         | Não avançou | Não avançou |
| Alberto Mestre Jr. | 50 m livre  | Bye          | Bye          | 22.22       | 15          | Não avançou | Não avançou |
| Alberto Mestre Jr. | 100 m livre | 49.44        | 33           | Não avançou | Não avançou | Não avançou | Não avançou |

Feminino
| Atleta        | Evento          | Eliminatória | Eliminatória | Semifinal   | Semifinal   | Final       | Final       |
| Atleta        | Evento          | Tempo        | Posição      | Tempo       | Posição     | Tempo       | Posição     |
| ------------- | --------------- | ------------ | ------------ | ----------- | ----------- | ----------- | ----------- |
| Paola Pérez   | 10 km           | N/A          | N/A          | N/A         | N/A         | 2:05:45.00  | 20          |
| Jeserik Pinto | 50 m livre      | 25.65        | 32           | Não avançou | Não avançou | Não avançou | Não avançou |
| Jeserik Pinto | 100 m borboleta | 1:00.60      | 29           | Não avançou | Não avançou | Não avançou | Não avançou |

## Remo
A Venezuela qualificou um barco para o skiff duplo leve masculino para os Jogos após terminar em último na final A e garantir a segunda de três vagas disponíveis na Regata de Qualificação Olímpica das Américas de 2021 no Rio de Janeiro, Brasil.
| Atleta                  | Evento                     | Eliminatórias | Eliminatórias | Repescagem | Repescagem | Semifinais | Semifinais | Final   | Final   |
| Atleta                  | Evento                     | Tempo         | Posição       | Tempo      | Posição    | Tempo      | Posição    | Tempo   | Posição |
| ----------------------- | -------------------------- | ------------- | ------------- | ---------- | ---------- | ---------- | ---------- | ------- | ------- |
| César Amaris José Güipe | Skiff duplo leve masculino | 6:46.11       | 5 R           | 7:01.46    | 5 FC       | Bye        | Bye        | 6:36.37 | 3       |

Legenda de Qualificação: FA=Final A (medalha); FB=Final B; FC=Final C; FD=Final D; FE=Final E ; FF=Final F; SA/B=Semifinais A/B; SC/D=Semifinais C/D; SE/F=Semifinais E/F; QF=Quartas-de-final; R=Repescagem

## Saltos ornamentais
A Venezuela qualificou um saltador.
Masculino
| Atleta      | Evento          | Eliminatórias | Eliminatórias | Semifinais  | Semifinais  | Final       | Final       |
| Atleta      | Evento          | Pontos        | Posição       | Pontos      | Posição     | Pontos      | Posição     |
| ----------- | --------------- | ------------- | ------------- | ----------- | ----------- | ----------- | ----------- |
| Óscar Ariza | Plataforma 10 m | 327.05        | 22            | Não avançou | Não avançou | Não avançou | Não avançou |

## Tiro
A Venezuela enviou um atirador aos Jogos, após receber vagas de alocação.
| Atleta      | Evento                                | Qualificação | Qualificação | Final       | Final       |
| Atleta      | Evento                                | Pontos       | Posição      | Pontos      | Posição     |
| ----------- | ------------------------------------- | ------------ | ------------ | ----------- | ----------- |
| Julio Iemma | Carabina três posições 50 m masculino | 1132-41x     | 39           | Não avançou | Não avançou |
| Julio Iemma | Carabina de ar 10m masculino          | 618.3        | 43           | Não avançou | Não avançou |

Legenda de Qualificação: Q = Qualificado à próxima rodada; q = Qualificado à medalha de bronze (espingarda)

## Vela
Velejadores venezuelanos qualificaram um barco em cada uma das seguintes classes através dos Campeonatos Mundiais das Classes e das regatas continentais.
| Atleta      | Evento | Regata | Regata | Regata | Regata | Regata | Regata | Regata | Regata | Regata | Regata | Regata | Pontos | Posição |
| Atleta      | Evento | 1      | 2      | 3      | 4      | 5      | 6      | 7      | 8      | 9      | 10     | M      | Pontos | Posição |
| ----------- | ------ | ------ | ------ | ------ | ------ | ------ | ------ | ------ | ------ | ------ | ------ | ------ | ------ | ------- |
| Andres Lage | Finn   | 15     | 18     | 18     | 18     | 18     | 18     | 18     | 17     | 19     | 13     | EL     | 172    | 18      |

M = Regata da medalha; EL = Eliminado – não avançou à regata da medalha

## Voleibol

### Quadra

#### Torneio masculino
A Seleção Venezuelana de Voleibol Masculino qualificou às Olimpíadas após vencer o Torneio de Qualificação da América do Sul de 2020 em Mostazal, Chile, marcando o retorno da nação ao esporte pela primeira vez desde Pequim 2008.
Escalação
Técnico: Ronald Sarti
Fase de Grupos
|     |           |     | Jogos | Jogos | Jogos | Resultados | Resultados | Resultados | Resultados | Resultados | Resultados | Sets | Sets | Sets  | Pontos | Pontos | Pontos |
| Pos | Equipe    | Pts | T     | V     | D     | 3–0        | 3–1        | 3–2        | 2–3        | 1–3        | 0–3        | V    | P    | R     | V      | P      | R      |
| --- | --------- | --- | ----- | ----- | ----- | ---------- | ---------- | ---------- | ---------- | ---------- | ---------- | ---- | ---- | ----- | ------ | ------ | ------ |
| 1   | Polônia   | 13  | 5     | 4     | 1     | 3          | 1          | 0          | 1          | 0          | 0          | 14   | 4    | 3.500 | 435    | 365    | 1.192  |
| 2   | Itália    | 11  | 5     | 4     | 1     | 1          | 2          | 1          | 0          | 0          | 1          | 12   | 7    | 1.714 | 447    | 411    | 1.088  |
| 3   | Japão     | 8   | 5     | 3     | 2     | 1          | 1          | 1          | 0          | 1          | 1          | 10   | 9    | 1.111 | 437    | 433    | 1.009  |
| 4   | Canadá    | 7   | 5     | 2     | 3     | 2          | 0          | 0          | 1          | 1          | 1          | 9    | 9    | 1,000 | 396    | 387    | 1.023  |
| 5   | Irã       | 6   | 5     | 2     | 3     | 1          | 0          | 1          | 1          | 1          | 1          | 9    | 11   | 0.818 | 453    | 460    | 0.985  |
| 6   | Venezuela | 0   | 5     | 0     | 5     | 0          | 0          | 0          | 0          | 1          | 4          | 1    | 15   | 0.067 | 281    | 393    | 0.715  |

Fonte: Olympics.com e FIVB
| 24 de julho 17:05 Relatório: Relatório Estatísticas | Japão | 3–0   | Venezuela | Ariake Arena, Tóquio Árbitro(s): MEX Luis Macias SRB Vladimir Simonović |
| 24 de julho 17:05 Relatório: Relatório Estatísticas | 25    | Set 1 | 21        | Ariake Arena, Tóquio Árbitro(s): MEX Luis Macias SRB Vladimir Simonović |
| 24 de julho 17:05 Relatório: Relatório Estatísticas | 25    | Set 2 | 20        | Ariake Arena, Tóquio Árbitro(s): MEX Luis Macias SRB Vladimir Simonović |
| 24 de julho 17:05 Relatório: Relatório Estatísticas | 25    | Set 3 | 15        | Ariake Arena, Tóquio Árbitro(s): MEX Luis Macias SRB Vladimir Simonović |
| 24 de julho 17:05 Relatório: Relatório Estatísticas | Set 4 |       |           | Ariake Arena, Tóquio Árbitro(s): MEX Luis Macias SRB Vladimir Simonović |
| 24 de julho 17:05 Relatório: Relatório Estatísticas | Set 5 |       |           | Ariake Arena, Tóquio Árbitro(s): MEX Luis Macias SRB Vladimir Simonović |

| 26 de julho 09:00 Relatório: Relatório Estatísticas | Irã   | 3–0   | Venezuela | Ariake Arena, Tóquio Árbitro(s): ARG Hernán Casamiquela ESP Susana Rodríguez |
| 26 de julho 09:00 Relatório: Relatório Estatísticas | 25    | Set 1 | 17        | Ariake Arena, Tóquio Árbitro(s): ARG Hernán Casamiquela ESP Susana Rodríguez |
| 26 de julho 09:00 Relatório: Relatório Estatísticas | 25    | Set 2 | 20        | Ariake Arena, Tóquio Árbitro(s): ARG Hernán Casamiquela ESP Susana Rodríguez |
| 26 de julho 09:00 Relatório: Relatório Estatísticas | 25    | Set 3 | 18        | Ariake Arena, Tóquio Árbitro(s): ARG Hernán Casamiquela ESP Susana Rodríguez |
| 26 de julho 09:00 Relatório: Relatório Estatísticas | Set 4 |       |           | Ariake Arena, Tóquio Árbitro(s): ARG Hernán Casamiquela ESP Susana Rodríguez |
| 26 de julho 09:00 Relatório: Relatório Estatísticas | Set 5 |       |           | Ariake Arena, Tóquio Árbitro(s): ARG Hernán Casamiquela ESP Susana Rodríguez |

| 28 de julho 17:15 Relatório: Relatório Estatísticas | Polônia | 3–1   | Venezuela | Ariake Arena, Tóquio Árbitro(s): UAE Hamid Al-Rousi JPN Shin Muranaka |
| 28 de julho 17:15 Relatório: Relatório Estatísticas | 25      | Set 1 | 16        | Ariake Arena, Tóquio Árbitro(s): UAE Hamid Al-Rousi JPN Shin Muranaka |
| 28 de julho 17:15 Relatório: Relatório Estatísticas | 25      | Set 2 | 13        | Ariake Arena, Tóquio Árbitro(s): UAE Hamid Al-Rousi JPN Shin Muranaka |
| 28 de julho 17:15 Relatório: Relatório Estatísticas | 18      | Set 3 | 25        | Ariake Arena, Tóquio Árbitro(s): UAE Hamid Al-Rousi JPN Shin Muranaka |
| 28 de julho 17:15 Relatório: Relatório Estatísticas | 25      | Set 4 | 15        | Ariake Arena, Tóquio Árbitro(s): UAE Hamid Al-Rousi JPN Shin Muranaka |
| 28 de julho 17:15 Relatório: Relatório Estatísticas | Set 5   |       |           | Ariake Arena, Tóquio Árbitro(s): UAE Hamid Al-Rousi JPN Shin Muranaka |

| 30 de julho 09:00 Relatório: Relatório Estatísticas | Canadá | 3–0   | Venezuela | Ariake Arena, Tóquio Árbitro(s): USA Patricia Rolf ESP Susana Rodríguez |
| 30 de julho 09:00 Relatório: Relatório Estatísticas | 25     | Set 1 | 13        | Ariake Arena, Tóquio Árbitro(s): USA Patricia Rolf ESP Susana Rodríguez |
| 30 de julho 09:00 Relatório: Relatório Estatísticas | 25     | Set 2 | 22        | Ariake Arena, Tóquio Árbitro(s): USA Patricia Rolf ESP Susana Rodríguez |
| 30 de julho 09:00 Relatório: Relatório Estatísticas | 25     | Set 3 | 12        | Ariake Arena, Tóquio Árbitro(s): USA Patricia Rolf ESP Susana Rodríguez |
| 30 de julho 09:00 Relatório: Relatório Estatísticas | Set 4  |       |           | Ariake Arena, Tóquio Árbitro(s): USA Patricia Rolf ESP Susana Rodríguez |
| 30 de julho 09:00 Relatório: Relatório Estatísticas | Set 5  |       |           | Ariake Arena, Tóquio Árbitro(s): USA Patricia Rolf ESP Susana Rodríguez |

| 1 de agosto 16:25 Relatório: Relatório Estatísticas | Itália | 3–0   | Venezuela | Ariake Arena, Tóquio Árbitro(s): ARG Hernán Casamiquela JPN Sumie Myoi |
| 1 de agosto 16:25 Relatório: Relatório Estatísticas | 25     | Set 1 | 22        | Ariake Arena, Tóquio Árbitro(s): ARG Hernán Casamiquela JPN Sumie Myoi |
| 1 de agosto 16:25 Relatório: Relatório Estatísticas | 25     | Set 2 | 15        | Ariake Arena, Tóquio Árbitro(s): ARG Hernán Casamiquela JPN Sumie Myoi |
| 1 de agosto 16:25 Relatório: Relatório Estatísticas | 25     | Set 3 | 17        | Ariake Arena, Tóquio Árbitro(s): ARG Hernán Casamiquela JPN Sumie Myoi |
| 1 de agosto 16:25 Relatório: Relatório Estatísticas | Set 4  |       |           | Ariake Arena, Tóquio Árbitro(s): ARG Hernán Casamiquela JPN Sumie Myoi |
| 1 de agosto 16:25 Relatório: Relatório Estatísticas | Set 5  |       |           | Ariake Arena, Tóquio Árbitro(s): ARG Hernán Casamiquela JPN Sumie Myoi |